# Elvis Presley
Elvis Aaron Presley, conegut com a Elvis Presley (Tupelo, Mississipi (Estats Units), 8 de gener de 1935 - Memphis, Tennessee (Estats Units), 16 d'agost de 1977), fou un famós cantant i compositor estatunidenc de rock and roll. Tant és així que se l'anomena "El Rei del Rock & Roll" o, simplement, "El Rei".
El seu estil característic de cantar, els seus moviments agressius a l'escenari, el seu carisma i altres qualitats li van permetre convertir-se en una gran figura de la història de la música. A més dels seus múltiples àlbums, la qualitat de les cançons que va interpretar és el que segueix generant nous seguidors entre les noves generacions. Ha encapçalat per molts anys, la llista dels artistes morts amb major recaptació pels seus productes, desbancat únicament per Kurt Cobain l'any 2006. Cada any la seva casa-mansió Graceland és visitada per milions de persones de tot el món. És la segona casa més visitada dels Estats Units, darrere de la Casa Blanca. Són molts els músics i cantants que reconeixen que Elvis va ser l'espurna que va canviar la música popular i a tota una generació, i que gràcies a ell, ells van prendre el mateix camí. Elvis Presley ha deixat de ser una icona estatunidenca, per a convertir-se en una icona de culte mundial.

## Biografia

### 1935–1953: Primers anys
Era fill de Vernon Presley, i de Gladys Love Smith. Tenia un germà bessó, Jesse Garon, però va morir el dia del part. Elvis va tenir una infància dura i difícil a Tupelo, al Mississipi, amb alguns problemes escolars, fins que, després de moltes vicissituds, els seus pares i ell es van traslladar a Memphis, on a poc a poc van aconseguir una certa estabilitat econòmica. El seu pare era una persona despreocupada i gandula, mentre que la seva mare era qui tenia el coratge de tirar endavant, tot i la seva afició a la beguda.
Fou pel seu onzè aniversari que li van regalar una guitarra, malgrat que ell volia una bicicleta o una escopeta de perdigons, però els seus pares no podien gastar-hi més diners. Tot i això des de llavors agafà per sempre més el gust per la música i practicava a totes hores. De fet el mateix Johnny Burnette, un futur artista de rock, que en aquells temps era veí seu, va dir: "Anés on anés Elvis sempre duia la seva guitarra lligada a l'esquena". Per tal de contribuir a millorar els ingressos de la família la seva primera feina va ser treballar com a uixer al Teatre Estatal Loew el 1950, però la seva mare li va fer deixar la feina perquè afectava els seus estudis.
Ja a la seva adolescència va començar a deixar-se créixer les patilles i, quan s'ho va poder permetre, a vestir-se salvatgement amb la roba llampant de Lansky Brothers, del famós barri del blues de Memphis Beale Street. La seva personalitat va començar a destacar fora del comú, i això fou motiu de befa en aquella societat conservadora del sud profund dels Estats Units dels anys cinquanta. De totes maneres aquells desafiaments concordaven poc amb el seu comportament, encara tímid i introvertit.

### 1953–1956: Primers enregistraments
L'any 1954, amb només 19 anys, va gravar un disc amb dos temes als estudis Sun Records, My Happiness i That's When Your Heartaches Begin. Havia de ser un regal d'aniversari per a la seva mare. Elvis va gravar encara dos discs més, cada un amb dues cançons més, fins que el propietari de Sun Records, en Sam Phillips, va escoltar el que gravava. Li va agradar força la música i, per això, tres mesos després de l'últim enregistrament, el va contractar per gravar un disc que tindria un gran èxit a Memphis.
De fet són molts els qui consideren que Presley va ser el creador del rockabilly, una fusió del country i del blues, tot i que seria Carl Perkins l'impulsor i responsable del desenvolupament d'aquest ritme, amb cançons com el hit Blue Suede Shoes. Però sens dubte, Elvis va crear una de les imatges més clàssiques del rock and roll quan va versionar la cançó That's All Right Mama (l'original era d'Arthur Crudup, famós cantant de blues i guitarrista que l'havia cantat ja el 1946), cançó que quan van posar en antena el 8 de juliol del 1954 va causar furor a l'audiència. De totes maneres Elvis va acabar abandonant aquest gènere 17 mesos després per a dedicar-se a altres ritmes més sofisticats.
La fama que va anar prenent a Memphis va fer que s'hi fixés el coronel Tom Parker, que a finals del 1955 va organitzar el seu trasllat a la discogràfica RCA pagant-li 35.000 dòlars i un cadillac. Seria el seu mànager durant molts anys.

### 1956–1958: Irrupció comercial i controvèrsia
El 10 de gener de 1956 Elvis Presley ja gravava als estudis de la RCA de Nashville (Tennessee), i el dia 27 sortia a la venda el seu primer gran hit comercial: Heartbreak Hotel, acompanyat per I Was The One a la cara b del disc. Va tenir tant d'èxit que el mes de febrer es va haver de reeditar, i a l'abril ja n'havien venut més d'un milió de còpies i havia escalat fins al número 1 de les llistes de popularitat estatunidenques, el primer número 1 dels divuit que va obtenir al llarg de la seva carrera. El 30 de gener va gravar altre cop als estudis de la RCA de Nova York My Baby Left Me i "Blue Suede Shoes", aquesta última també es va convertir en un èxit.
El 23 de març la RCA va llançar a la venda el seu primer àlbum complet que duia per títol simplement el seu nom: "Elvis Presley", la majoria de les cançons eren del tipus country. El disc va estar deu setmanes al capdamunt de la llista d'àlbums pop del moment.
L'any 1956 Presley va començar la seva carrera al cinema amb la Paramount Pictures: Love Me Tender la va començar a gravar l'1 d'abril i el 21 de novembre ja era a les pantalles. La pel·lícula és el típic western però amb la interpretació d'algunes cançons per part d'Elvis. De fet el títol del film mateix és un dels temes que hi canta, la decisió de canviar el títol The Reno Brothers (traducció: Els germans Reno) per Love Me Tender la van prendre els productors en comprovar la seva popularitat.
I també fou aquell any que durant dues setmanes va protagonitzar un xou a l'hotel i casino New Frontier, de Las Vegas. El contracte era per quatre setmanes, però Parker va cancel·lar-lo en rebre les males crítiques d'un públic conservador de mitjana edat, molt diferent de la joventut que escoltava la música d'Elvis.

Paral·lelament al llarg de tot aquell any Tom Parker el va portar a molts xous de diverses cadenes nacionals de televisió per promocionar-lo. La seva manera de ballar, amb els seus moviments pelvians, va provocar un autèntic escàndol mediàtic entre la societat adulta conservadora després de la segona aparició al The Milton Berle Show el 5 de juny, la premsa el va titllar de "vulgar" i "obscè", però en canvi va entusiasmar la joventut estatunidenca. Poc després ell mateix va explicar-se a la televisió local de Nova York: 
| «                                                                   | La música Rock and roll, si t'agrada, i la sents, no pots fer altra cosa que moure't al seu so. Això és el que em passa a mi. M'he de moure. No puc parar quiet. Ho he provat, i no puc. | » |
| — Elvis Presley, al xou de la New York City TV "Hy Gardner Calling" | |   |

 Elvis Presley, també es va caracteritzar pel seu tupè i la seva forma de vestir: pantalons estrets i blancs jaqueta estil executiu i la seva camisa. En alguns programes de televisió (com per exemple durant la seva tercera aparició en el xou d'Ed Sullivan) només el van enfocar de cintura cap amunt.
Abans de l'ingrés al servei militar, va trencar tots els records de venda, arribant a onze números u seguits a la llista de "singles", i quatre números u en la dels discos de llarga durada. La revista Billboard va confirmar el 29 de desembre que Elvis Presley havia col·locat més cançons al Top 100 que qualsevol altre cantant fins aquell moment. I el 31 de desembre de 1956 era el Wall Street Journal qui afirmava que el marxandatge d'Elvis Presley pujava a més de 22 milions de dòlars en vendes.

### 1958–1960: Servei militar i mort de la seva mare

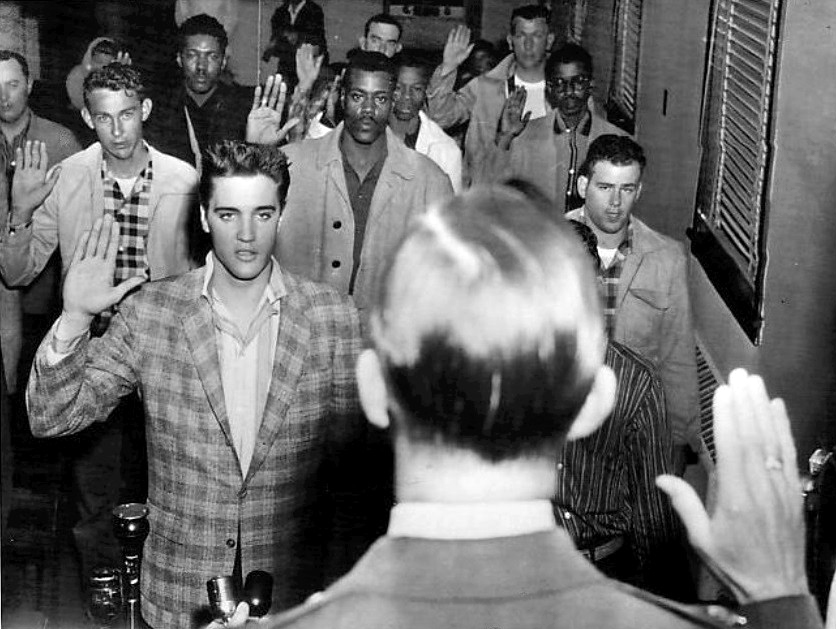
Presley jurant el seu càrrec a l'Exèrcit dels Estats Units a Fort Chaffee, Arkansas, el 24 de març de 1958

Aquells dos anys gloriosos van quedar interromputs perquè Elvis va ser cridat a fer el servei militar, cosa que el va allunyar dels escenaris entre 1958 i 1960. El 20 de desembre de 1957 va rebre la crida oficial per incorporar-se a files, fet que va enutjar en Hal Wallis i la Paramount Pictures els quals havien destinat ja 350.000 dòlars per produir el nou film en què Elvis estava treballant: King Creole. Per aquest motiu les oficines de reclutament de Memphis van atorgar-li un ajornament.
Finalment el 24 de març de 1958 el jove cantant entrava a l'Exèrcit dels Estats Units amb 23 anys. Fou entrenat al Fort Hood de Texas fins al setembre. Tot seguit fou destinat a l'Alemanya de l'Oest, concretament a la ciutat Friedberg que es troba Hessen. El seu servei va durar des de l'1 d'octubre del 1958 fins al 2 de març de 1960.
Malgrat tot, la productora RCA va pressionar per poder gravar més cançons tot i estar de servei per tal d'anar abastint el mercat regularment amb la veu de Presley, i ho va aconseguir: sis àlbums van sortir al mercat durant aquells dos anys.
Mentrestant la salut de la seva mare es va degradar notablement a causa de la seva addicció a la beguda. Va començar a guanyar pes. A primers d'agost de 1958 els metges van diagnosticar-li hepatitis, moment a partir del qual la situació va empitjorar. Elvis Presley va rebre un permís especial per poder visitar-la: el dia 12 va arribar a Memphis, dos dies després Gladys Love Smith (cognom de soltera) moria d'una insuficiència cardíaca a l'edat de 46 anys deixant el seu fill desolat. Uns mesos després un sergent el va induir a prendre amfetamines, com feia bona part de la seva companyia militar, entre ells també un nou amic el qual posteriorment esdevindria el seu mànager i guardaespatlles després del servei militar: Diamond Joe Esposito.
El 5 de març de 1960 es va llicenciar amb el rang de sergent. La seva popularitat s'havia mantingut ben alta com va veure ell mateix en el tren que el retornava cap a casa, contínuament victorejat pels seus fans.

### 1960–1968: Enfocament a les pel·lícules
Entre 1958 i 1960 va estar absent dels escenaris fent el servei militar a Bad Nauheim, (Alemanya). Allí va conèixer a la que després seria la seva dona, Priscilla Ann Beaulieu. El seu retorn a l'escenari va ser espectacular, en aparèixer com a estrella convidada en el programa de Frank Sinatra amb qui va interpretar a duo els temes Love Me Tender i Witchcraft.
Com la cadena televisiva ABC va considerar massa elevat el preu demanat per Elvis, va ser el mateix Frank Sinatra qui el va finançar. A Sinatra la inversió li va resultar rendible: especialment al final de la setmana quan es va anunciar que els ratings televisius del show de Sinatra on havia aparegut Presley havien trencat tots els records d'audiència televisiva del show, sent vist per 40 milions de persones. Presley va rebre 125.000 dòlars per la seva actuació, que va durar uns deu minuts.

### 1968–1973: Retorn als escenaris
L'1 de maig de 1967 Presley es va casar amb Priscilla Ann Beaulieu (coneguda com a Priscilla Presley), amb la qual va tenir un any després la seva filla Lisa Marie Presley. El 1968, va tornar al top dels hit parades estatunidencs després del seu reeixit 1968 Comeback Special per a la televisió.
L'any següent va confirmar la seva tornada als concerts en directe a l'Hotel Internacional de Las Vegas, Nevada. El 21 de desembre de 1970, Elvis va visitar el President Richard Nixon a la Casa Blanca on -després d'un intercanvi de regals- van xerrar sobre la influència de les drogues en la joventut.

### 1973–1977: Deteriorament de la salut i mort

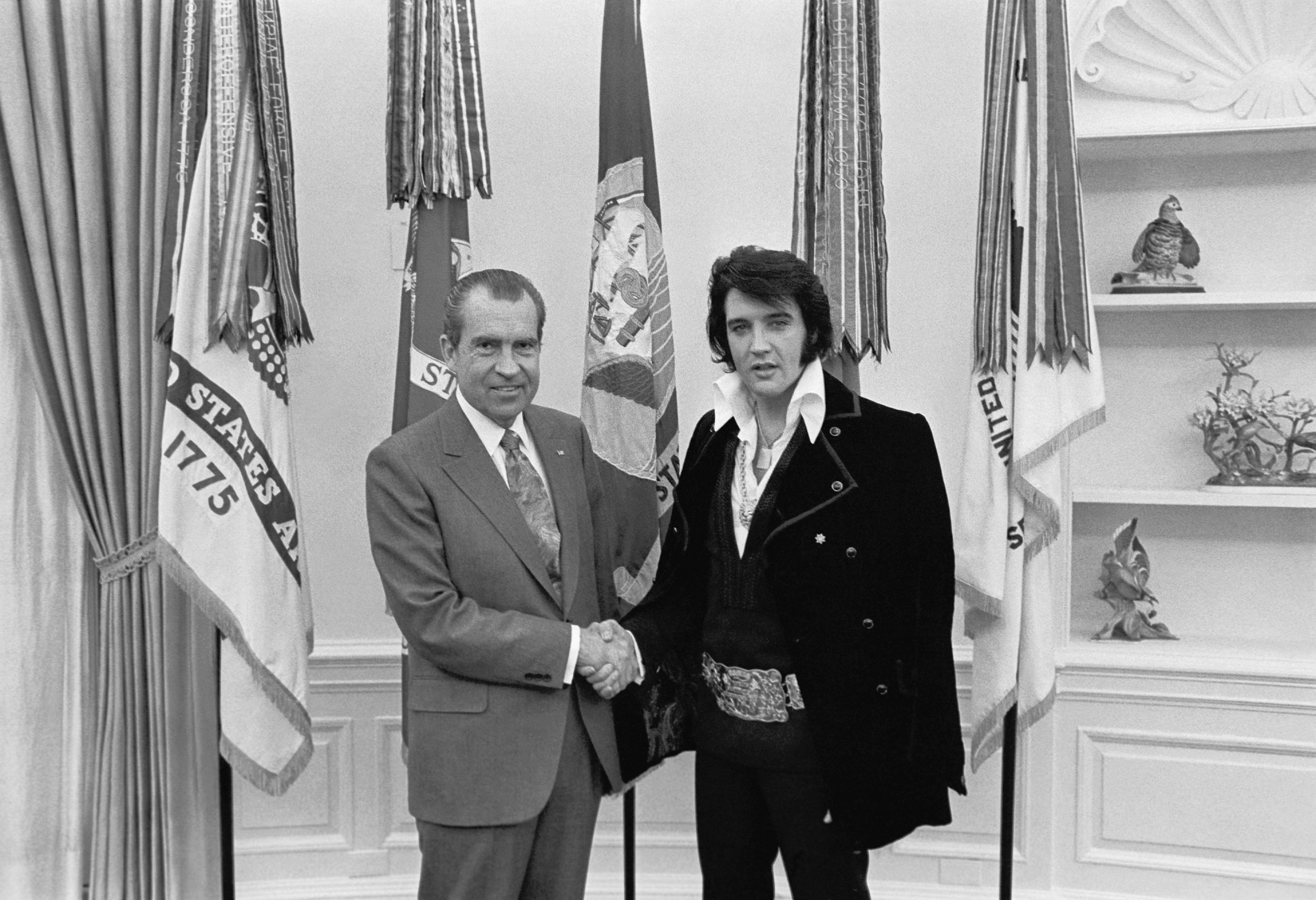
Elvis Presley amb el president Richard Nixon el 21 de desembre de 1970 a la Casa Blanca

Els anys setanta serien els anys en els quals Elvis passaria de ser un gran ídol a un mite musical. El juliol de 1972 es divorcia de Priscilla, fet que el deixa en un profund estat de depressió del que mai es recuperaria. El 1973 realitzaria el primer concert de la història que es va retransmetre per televisió via satèl·lit, des de les paradisíaques illes Hawaii, amb el títol de Aloha From Hawaii, un concert vist per un nombre estimat duns 1.500 milions d'espectadors. També fou en aquesta dècada on els excessos en els seus hàbits alimentaris i la seva dependència a les drogues van deteriorar dràsticament la seva salut, tant física com mental. En repetides ocasions fou ingressat en un hospital.
Durant el bienni 1976-1977 Elvis distà molt del noi vigorós i ple d'energia que va conquerir el món, on mostrava una imatge basta, amb sobrepès i amb dificultats per a cantar i memoritzar la lletra de les cançons. El seu últim concert el faria el 26 de juny de 1977 a Indianapolis, al Market Square Arena.
Durant la matinada del 16 d'agost, Elvis tornà a la seva mansió Graceland després d'una consulta dental; al llarg del matí s'encarregà de revisar detalls de la seva pròxima gira i descansà amb la seva família i amics. Havia d'agafar un vol cap a Portland aquella mateixa nit per a continuar amb la gira, i al voltant de les 7 del matí, es retirà a la seva habitació per a dormir. Al voltant del migdia, Elvis fou trobat inconscient al bany de la seva habitació i traslladat urgentment a l'hospital Baptist Memorial de Memphis. Poc temps després seria declarat mort.

#### Els seus funerals
El 18 d'agost, el cos d'Elvis va ser exposat a Graceland. S'estima que entre 50.000 i 100.000 persones van acudir a retre-li un últim homenatge. El 19 d'agost, Elvis va tenir un funeral digne d'un cap d'Estat. Va ser celebrat pel famós evangelista de televisió Rex Humbard a Graceland a la sala de música situada a prop del saló. El seu cos es va traslladar a Graceland en un cotxe fúnebre de color blanc i plata, envoltat per sis motoristes de la Guàrdia Republicana al llarg de l'avinguda, el Boulevard d'Elvis-Presley a Memphis en la direcció del cementiri de Forest Hill a Memphis. Tanmateix, per raons de seguretat, les seves restes van ser traslladades el 3 d'octubre de 1977, sobre la base de Graceland.
Segons el lloc web oficial d'Elvis, Graceland és visitada per més de 600.000 persones cada any.

## Llegat

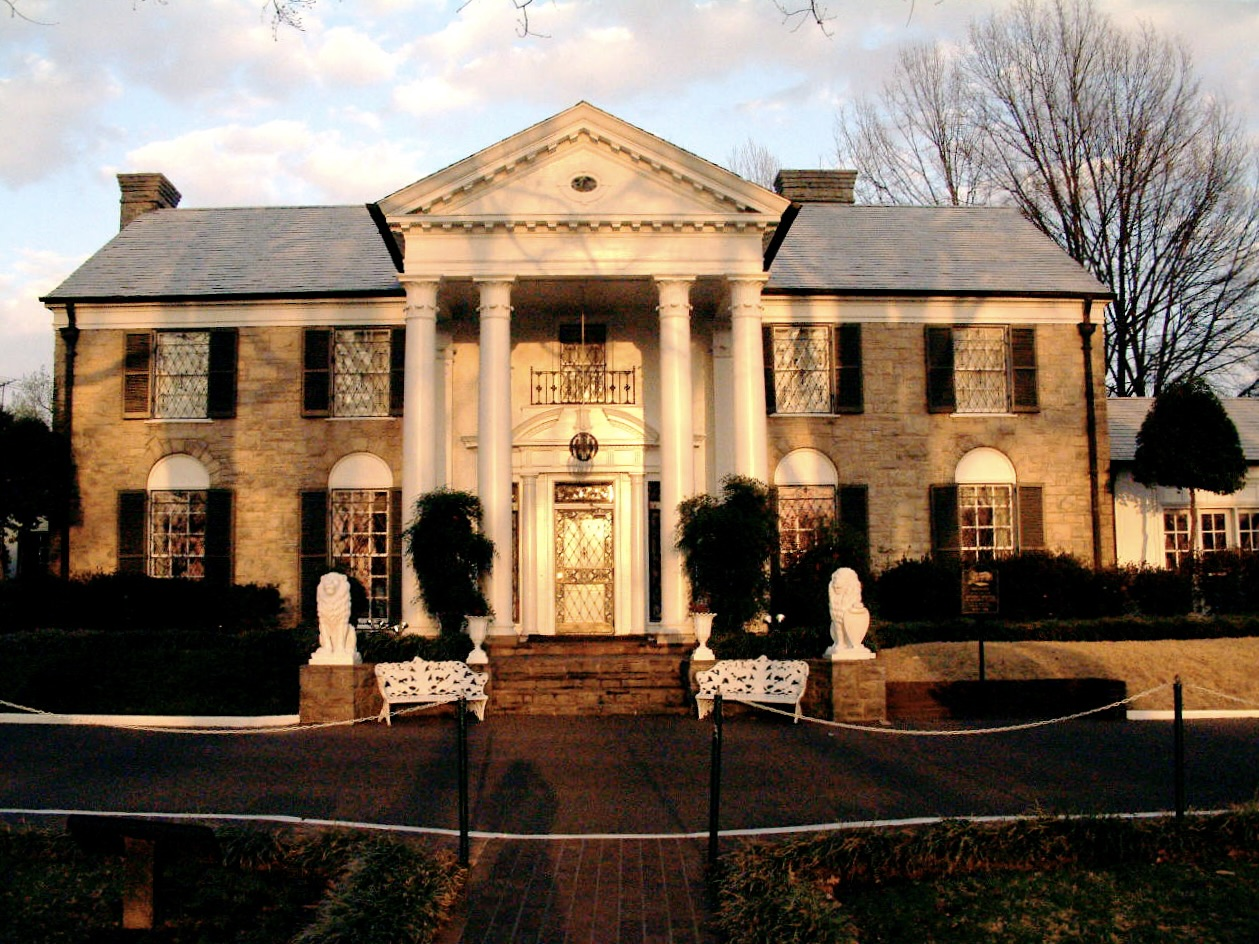
Graceland

Elvis Presley és considerat com la personificació de la rock and roll: la seva veu, la seva música, els seus gestos de provocació, la seva excèntrica vestimenta, i la seva (celebritat ardent descens als inferns i la mort) contribuir a la configuració de la icona d'un Elvis ídol a la vegada popular i un símbol de rebel·lió adolescent. Elvis pot considerar-se com l'actor principal de la popularització del rock and roll entre el públic estatunidenc i europeu blanc. De fet, si el Jazz ja havia associat estretament amb la música i la sexualitat, i diversos artistes intèrprets o executants van ser blanc amb Elvis en el seu paper com a pioner del rock (per exemple, Bill Haley), Presley va ser el primer home blanc d'associar sexappeal (una presència física, inflexions de veu i moviments de la pelvis suggestius) a la nova forma de música, mentre que l'addició d'un plantejament més dinàmic i més potent dels estudis Sun a Memphis. Malgrat considerar-se com a ofensiu pels EUA franja conservadora, sinó que contribueix a fer acceptable el gènere i el reconeixement de veu s'obre el negre per a molts artistes, com Chuck Berry, Bo Diddley i Little Richard, roquer i blanc com Buddy Holly i Jerry Lee Lewis. La seva popularitat, especialment entre els adolescents, està assolint noves altures i dels seus concerts i aparicions públiques donen lloc a molts moviments. L'èxit d'Elvis als joves, el poder adquisitiu està creixent, la moda dicta no només la música, sinó també els cabells o vestit. També, segons el lloc web oficial d'Elvis, Graceland és visitada per més de 600.000 persones cada any.
És degut principalment a Elvis Presley que Europa va descobrir el Rock, fins i tot darrere de la Cortina de Ferro. Cliff Richard en ells i es va convertir en l'estrella més gran del Regne Unit, i John Lennon va admetre que "si no hi hagués hagut un Elvis, no hagués estat els Beatles". A França, Dick Rivers, però sobretot Johnny Hallyday, que va popularitzar aquesta música de l'altra banda de l'Atlàntic, convertint-se en l'estrella que és avui dia. Presley va obrir el camí per a molts rockers dels Estats Units que venen els seus discs a Europa i fent gires. Adolescents de tot el món comencen a copiar el pentinat d'Elvis i la demanda de transistors augmenta dramàticament, cosa que permet passar de Sony per un petit fabricant japonès de la ràdio per la multinacional.
Avui en dia, 30 anys després de la mort de rocker, segueix sent una icona del segle xx. Innumerables artistes de la segona meitat d'aquest segle es defineix en relació amb la seva influència, ja sigui amb l'argument de la seva herència, o per rebutjar-com un símbol obsolet d'una música (especialment des del moviment punk). L'artista Elvis Costello, per exemple, pres el nom d'Elvis a enlairar la seva carrera. El cantant melòdic pop Chris Isaac també és la personificació directa. A França, el rockabilly cantant Jesse Garona prestat el seu nom al difunt germà d'Elvis i el rocker australià Nick Cave dedica un dels seus cançons més potents (Tupelo) a la mitificació d'Elvis. El Rei també va posar en marxa en diversos països, especialment a la Francofonia, una allau dels clons més o menys creïble que entre aquells que van sobreviure o van ser profundament afectats: Johnny Hallyday, Dick Ríos, Eddy Mitchell, per descomptat, entre els centenars de 'imitadors, no són els més petits.
També he de dir que el de Califòrnia dread Zeppelin amb el seu líder Tortell Greg (àlies Tortelvis) parodiant a si mateix i Elvis al ridícul (la distribució de les bufandes i collarets de Hawaii a la multitud en els concerts), va tenir una carrera reeixida durant els anys 80. Finalment, un reconegut homenatge, el grup va gravar en l'àlbum d'U2 El Inoblidable Foc, el 1984, la bella cançó: Elvis Presley i Amèrica. Per no parlar d'alguns imitadors estatunidencs entre ells Jimmy "Orion" Ellis (1945-1998) i Doug Church les veus molt més a prop que Elvis.

## Estil musical

### Influències musicals
El primer estil musical que influiria Elvis Presley tota la seva vida fou el gospel, que va escoltar per primera vegada de petit, quan anava a l'església pentecostal amb la família. Ell mateix va dir en una ocasió "Des que tenia dos anys, tot el que jo coneixia era el gospel. Aquesta música va acabar esdevenint un tret de la meva vida tant natural com ballar. Era una manera d'escapar dels problemes. I la meva manera d'alliberar-me." Jake Hess era el seu cantant preferit.
De petit també era molt afeccionat a la ràdio local de Tupelo, de la qual escoltava el show de Carvel Lee Ausborn (amb el nom artístic de Mississippi Slim) el qual era un amic de la família que feia música rural hillbilly. De fet, en la seva infància la música ja era una de les seves passions, i escoltava cantants com ara Sister Rosetta Thorpe, Roy Acuff, Ernest Tubb, Ted Daffan, Jimmie Rodgers, Jimmie Davis and Bob Wills.
Quan va anar a viure a Memphis era molt afeccionat a recórrer les botigues de música que tenien les típiques màquines tocadiscos estatunidenques (jukeboxes) o cabines per escoltar-hi música. S'hi passava hores escoltant discs tan antics com nous. També freqüentava els locals de gospel, tan "blanc" com "negre", dels barris baixos. No era estrany, tampoc no, que anés als concerts de l'orquestra simfònica de Memphis al Parc Overton de la ciutat. De fet a la seva col·lecció personal de música tenia discs d'òpera dels cantants Mario Lanza, pel qual tenia predilecció, i de l'actor i cantant Dean Martin. Aquest interès per la música clàssica segurament li venia de la seva mare, a qui també agradaven molt els mariachis.
Una altra de les seves influències musicals importants fou el blues. Tant és així que molts dels seus futurs discos es van inspirar en nombrosos músics afroamericans com ara Arthur Crudup, Rufus Thomas i B.B. King. El mateix King va dir una vegada que "Vaig conèixer l'Alvis molt abans que fos popular. Ell sola venir a les nostres actuacions […] de Beale Street."
També havia escoltat el Doo-wop i la música country, així com la música pop quan aquesta va aparèixer els anys seixanta.

### Registre vocal

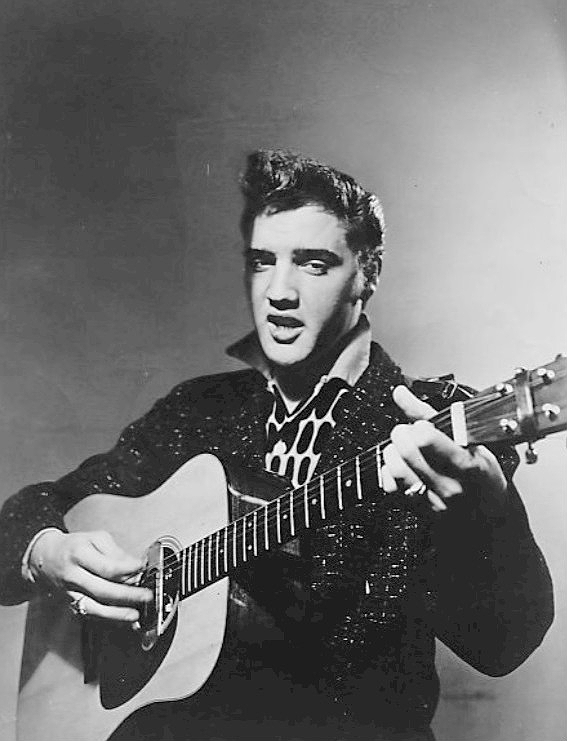
Foto publicitària per al programa de la CBS Stage Show, 16 de gener de 1956

El crític musical Henry Pleasants apunta que "Elvis Presley ha estat descrit per molts com un baríton i un tenor extraordinari... El seu compàs i una molt àmplia gamma de colors vocals tenen quelcom a veure amb aquesta divergència d'opinió". Pleasants identifica Presley com un baríton alt, calculant que el seu registre de dues octaves i un terç, "del sol baix de baríton al do de tenor, amb una prolongació elevada en falset almenys fins a un re bemoll. La millor octava de Presley és al centre, re bemoll a re bemoll, assegurant un canvi d'escala completa cap amunt o cap avall". Segons Pleasants, la seva veu era "variable i impredictible", a la part inferior, "sovint brillant", a la part superior, amb la capacitat de "plena veu en sol i la alts amb una veu que un baríton d'òpera podria envejar". L'acadèmic Lindsay Waters, que afirma que el registre de Presley de dues octaves i quart, destaca perquè "la seva veu tenia un rang emocional de murmuris tendres dels sospirs fins als crits, grunyits, grunyits i aspror de gran qualitat que podien moure a l'oient des de la calma i el lliurament, a la por. La seva veu no es pot mesurar en octaves, sinó en decibels; ".. encara que aquest no és el problema de com mesurar els murmuris delicats que són tot just perceptible". Presley sempre va ser "capaç de duplicar la seva veu oberta, ronca, d'èxtasi, cridant, plorant, el so imprudent del rhythm and blues dels negres i els cantants de gospel", escriu Pleasants, i també "ha demostrat un notable capacitat d'assimilació de molts altres estils vocals".

## Llegenda

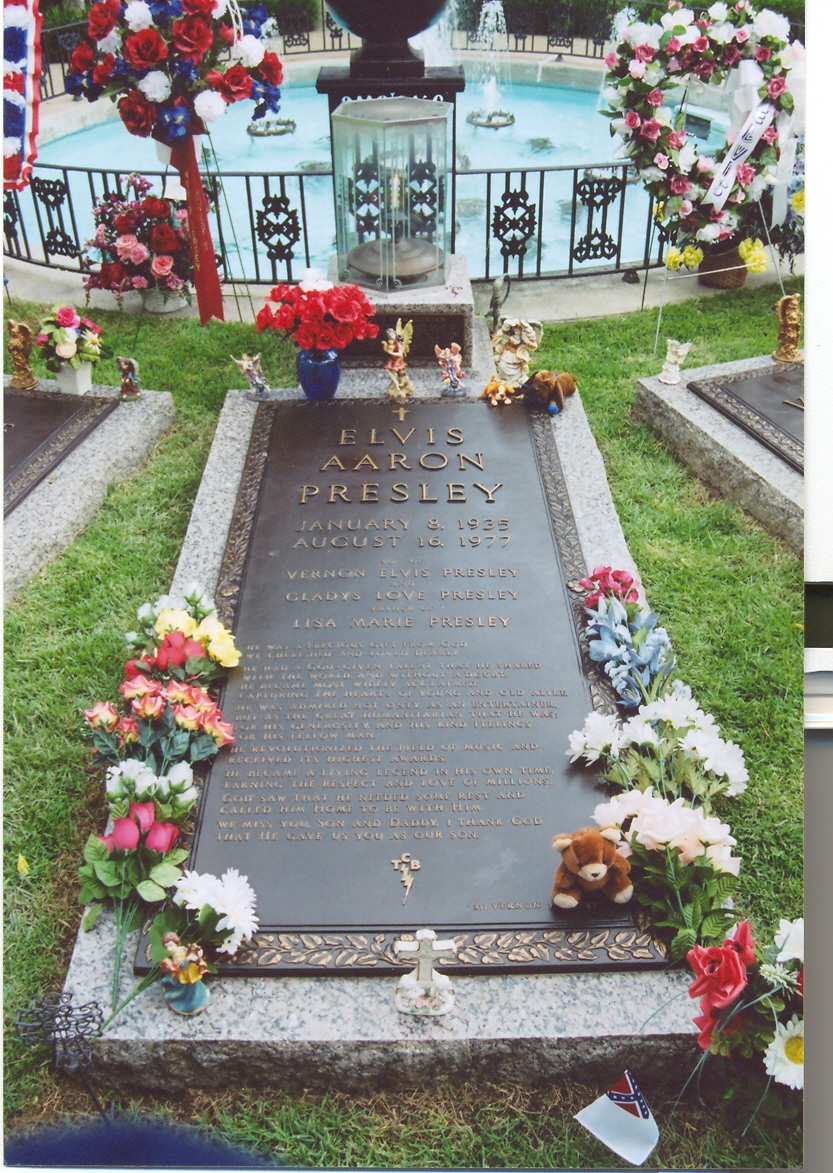
Tomba d'Elvis Presley, Graceland, Memphis, Tennessee

Hi ha moltes llegendes sobre Elvis, sobretot sobre la seva mort, però una és la que té més força. Segons conten dues hores després de la mort d'Elvis un home cridat John Burrows va treure un bitllet d'avió amb direcció a Argentina. El peculiar d'aquest home és que era molt semblant a Elvis i el més sorprenent és que el nom amb el qual va signar era el pseudònim moltes vegades utilitzat per Elvis.
Anys després aquest Burrows, amb el nom artístic d'Orion, es va posar a cantar imitant a Elvis i els seus espectacles eren molt semblants, però duia un antifaç que li cobria part de la cara, amb el qual es va començar a especular que aquest home en veritat era Elvis. Segurament això no es podrà comprovar mai a causa del fet que Orion va morir l'any 98.
Algunes dades que contribuïxen a aquesta llegenda són els fets que el segon nom d'Elvis estigui mal escrit a la seva tomba, Aaron en comptes d'Aron, que és el nom que figura en la seva partida de baptisme. Una altra dada és el fet que la família d'Elvis no hagi cobrat encara l'assegurança de vida.
Als EUA no és delicte fingir la teva pròpia mort, però si ho és fingir-la i cobrar l'assegurança. Elvis desitjava ser enterrat al costat de la seva mare en el jardí de la meditació de la seva mansió de Graceland, però la seva tomba no la van posar al seu costat com era la seva voluntat.

## Discografia
Elvis va gravar 75 àlbums d'estudi des de 1956 fins a l'any de la seva mort el 1977, entre els quals s'inclouen 22 bandes sonores de les seves pel·lícules, diversos recopilatoris i 8 discos en directe.

## Filmografia
| Any  | Títol                                    | Personatge                                 |
| ---- | ---------------------------------------- | ------------------------------------------ |
| 1956 | Love Me Tender                           | Clint Reno                                 |
| 1957 | Loving You                               | Jimmy Tompkins / Deke Rivers               |
| 1957 | Jailhouse Rock                           | Vince Everett                              |
| 1958 | King Creole                              | Danny Fisher                               |
| 1960 | G.I. Blues                               | Tulsa McLean                               |
| 1960 | Flaming Star                             | Pacer Burton                               |
| 1961 | Wild in the Country                      | Glenn Tyler                                |
| 1961 | Blue Hawaii                              | Chad Gates                                 |
| 1962 | Follow That Dream                        | Toby Kwimper                               |
| 1962 | Kid Galahad                              | Walter Gulick / Kid Galahad                |
| 1962 | Girls! Girls! Girls!                     | Ross Carpenter                             |
| 1963 | It Happened at the World's Fair          | Mike Edwards                               |
| 1963 | Fun in Acapulco                          | Mike Windgren                              |
| 1963 | The Large Rock of Animeportal            | Bill Tedd                                  |
| 1964 | Kissin' Cousins                          | Josh Morgan / Jodie Tatum                  |
| 1964 | Viva Las Vegas                           | Lucky Jackson                              |
| 1964 | Roustabout                               | Charlie Rogers                             |
| 1965 | Girl Happy                               | Rusty Wells                                |
| 1965 | Tickle Me                                | Lonnie Beale / Panhandle Kid               |
| 1965 | Harum Scarum                             | Johnny Tyrone també anomenat Harem Holiday |
| 1966 | Frankie and Johnny                       | Johnny                                     |
| 1966 | Paradise, Hawaiian Style                 | Rick Richards                              |
| 1966 | Spinout                                  | Mike McCoy                                 |
| 1967 | Easy Come, Easy Go                       | Tinent Ted Jackson                         |
| 1967 | Double Trouble                           | Guy Lambert                                |
| 1967 | Clambake                                 | Scott Heyward / 'Tom Wilson'               |
| 1968 | Stay Away, Joe                           | Joe Lightcloud                             |
| 1968 | Speedway                                 | Steve Grayson                              |
| 1968 | Live a Little, Love a Little             | Greg Nolan                                 |
| 1969 | Charro!                                  | Jess Wade                                  |
| 1969 | The Trouble with Girls                   | Walter Hale                                |
| 1969 | Change of Habit                          | Dr. John Carpenter                         |
| 1970 | Elvis: That's the Way It Is (documental) | Elvis Presley                              |
| 1972 | Elvis on Tour (documental)               | Elvis Presley                              |
| 1977 | Elvis in Concert (documental)            | Elvis Presley                              |